# Аль-Кутбай
Аль-Кутбай (араб. الكتبي‎) — набатейский бог учености, знаний, торговли, гаданий.
Греки и римляне отождествляли его с Гермесом-Меркурием.
Аль-Кутбай несколько раз упоминается в надписях в святилищах и на стоянках набатеев; несколько статуй в Ат-Таннур изображают этого бога.
Имя Кутбай связано с семитским корнем КТБ, означающим «писать». По мнению Дж. Т. Милика, означает «Великий Писарь».
Вероятно, набатейские погонщики караванов принесли культ Кутбая в Египет и Северный Синай, где встречаются надписи в его упоминанием.
Как бог-писарь, Кутбай сравнивается с египетским Тотом, ассирийским Набу, пальмирским Арсу и Рудой.